# Подільскі губернські відомості
«Подільскі губе́рнські ві́домості» (рос. дореф. Подольскія губернскія вѣдомости) — газета. Була першим у Кам'янці-Подільському періодичним виданням.

## Короткі відомості про видання
Уперше видана 3(15) січня 1838 року. Виходила щосуботи, з 1885 року — щосереди й щосуботи. Складалася з двох частин: офіційної та неофіційної. Незмінно друкувалася в друкарні Подільського губернського правління. Газета виходила майже 80 років, що є рекордом для Кам'янця-Подільського, й жодного разу не змінювала назви. Востаннє видана 6(19) травня 1917 року.